# Felsen-Ulme
Die Felsen-Ulme (Ulmus thomasii) ist ein Laubbaum aus der Gattung der Ulmen. Das Verbreitungsgebiet erstreckt sich über das mittlere und östliche Nordamerika.

## Beschreibung

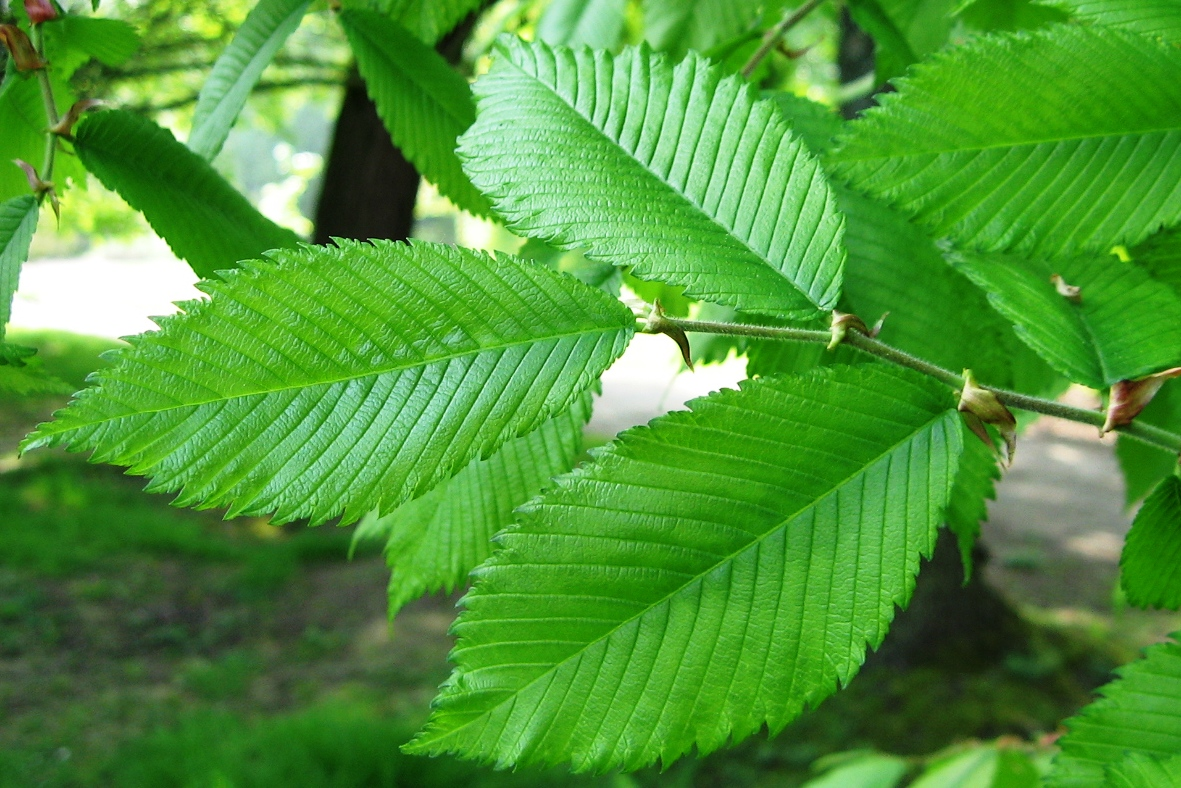
Blätter

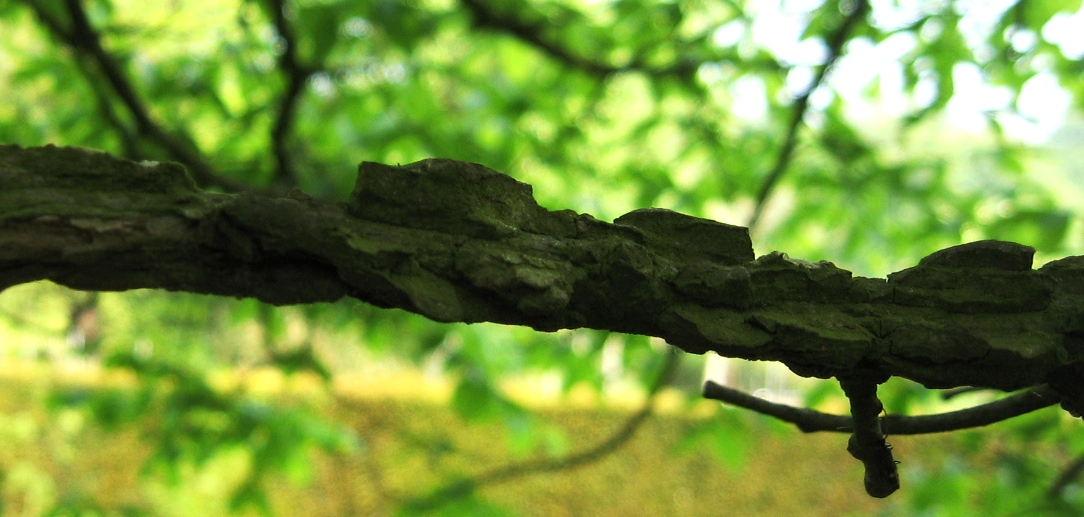
Zweig mit Korkleisten

Die Felsen-Ulme ist ein langsam wachsender Laubbaum, der eine Höhe von 30 Metern erreicht. Die Zweige sind oft mit Korkleisten versehen. Die innere Rinde ist zitronengelb. Die kurz gestielten, verkehrt-eiförmigen bis elliptischen, doppelt gesägten und zugespitzten, unterseits behaarten Laubblätter sind 5 bis 13 Zentimeter lang mit schwach asymmetrischer Basis. Die Blattoberseite ist glänzend und meist glatt und es werden maximal 21 Seitennervenpaare gebildet. Die Blüten stehen in hängenden bis zu 5 Zentimeter langen Büscheln. Blütezeit ist März bis April. Die geflügelten Früchte sind behaart und haben einen verdickten und bewimperten Rand.

## Verbreitung und Ökologie
Das natürliche Verbreitungsgebiet der Felsen-Ulme erstreckt sich über das mittlere und östliche Nordamerika von Québec bis South Dakota und südlich bis Tennessee und Missouri. Dort findet man sie oft in steinigen Lagen an Felshängen und in Felsschluchten. Das beste Wachstum zeigt sie auf feuchten, gut drainierten, lehmreichen Böden im Tief- und Hügelland. Sie ist sehr schattentolerant und wächst häufig in Mischwäldern mit anspruchsvollen Hartholzarten wie Hickorys (Carya), Eschen (Fraxinus) und Ahorne (Acer).

## Systematik
Die Felsen-Ulme (Ulmus thomasii) ist eine Art aus der Gattung der Ulmen (Ulmus). Dort wird sie der Sektion Trichoptelea in der Untergattung Oreoptelea zugeordnet. Ein Synonym der Art ist Ulmus racemosa Thomas.

## Verwendung
Das Holz der Felsen-Ulme gilt als das beste Ulmenholz und wurde für den Schiffbau, die Wagnerei und zur Herstellung von Möbel verwendet. Die Art ist jedoch durch Übernutzung selten geworden. In Mitteleuropa findet man sie in botanischen Gärten.